# Vavrišovo
Vavrišovo este o comună slovacă, aflată în districtul Liptovský Mikuláš din regiunea Žilina, pe malul râului Belá⁠(d). Localitatea se află la altitudinea de 699 m deasupra n.m., se întinde pe o suprafață de 9,91 km2 și în 2017 număra 697 de locuitori. Se învecinează cu Pribylina și Liptovský Peter.

## Istoric
Localitatea Vavrišovo este atestată documentar din 1286.

## Demografie
| An:                | 1994 | 2004    | 2014    | 2024   |
| ------------------ | ---- | ------- | ------- | ------ |
| Număr de persoane: | 515  | 598     | 672     | 689    |
| Diferență:         |      | +16,11% | +12,37% | +2,52% |

| An:                | 2023 | 2024   |
| ------------------ | ---- | ------ |
| Număr de persoane: | 688  | 689    |
| Diferență:         |      | +0,14% |